# Cabarí
Cabarí (-, 1 de diciembre de 1715, Entre Ríos, Argentina), fue el último cacique charrúa que durante algunos años hostilizó y opuso resistencia a los españoles, siendo su tribu la única que quedaba en el Uruguay.
En 1707 fue batido seriamente por los españoles, siendo, no obstante sus esfuerzos, derrotado y muerto. Los individuos de su tribu acabaron también por desaparecer poco a poco.

## La muerte del gran cacique charrúa Cabari
El cacique charrúa Cabari (o Caravy o Caberi) al cual algunos lo consideran como el caudillo más importante del siglo XVIII del territorio uruguayo que registra la historia. En 1707 estaba preso y escapó haciendo una sublevación que tuvo varios períodos de importancia hasta que lo matan el 1 de diciembre de 1715 en lo que hoy es Entre Ríos, Argentina.
(Ver: "Retablo Charrúa" del escritor duraznense Dardo Clare).